# تاداشي أساي
تاداشي أساي (باليابانية: 浅井正؛ بالكانا: あさい ただし) هو مصارع هاوي ياباني، ولد في 28 نوفمبر 1935، وتوفي في 6 يناير 1990.

## وصلات خارجية
- تاداشي أساي على موقع قاعدة بيانات المصارعة الدولية (الإنجليزية)
- تاداشي أساي على موقع أوليمبيديا (الإنجليزية)